# Макарово (Огарковское сельское поселение)
В Рыбинском районе есть ещё одна деревня с таким названием, в Судоверфском сельском поселении.
Макарово — деревня, в прошлом село, Огарковского сельского поселения Рыбинского района Ярославской области .
Деревня расположена на правом берегу реки Волготня. Здесь в целом в лесном и малонаселённом краю в нижнем и среднем течении реки компактно следует ряд деревень, удалённых на расстояние не более километра. Выше Макарово по течению, на том же правом берегу стоит деревня Барщинка, напротив неё на левом берегу деревня Семенково. Также на левом берегу, но ниже по течению — Досугово. К западу от Макарова и ниже по течению — Волково, в которой реку Волготня пересекает автомобильная дорога Р104 на участке Рыбинск—Пошехонье .
Деревня указана на плане Генерального межевания Рыбинского уезда конца XVIII века.
На 1 января 2007 года в деревне числилось 4 постоянных жителя . Почтовое отделением, расположенное в деревне Волково, обслуживает в деревне Макарово 39 домов .